# Uniuni civile în Cehia
În Cehia sunt legale uniunile civile între cupluri de același sex din 1 iulie 2006. Statutul de uniune civilă se cheamă "partneriat înregistrat și oferă multe dintre drepturile căsătoriei, precum moștenire, dreptul de a nu depune mărturie împotriva partnerului, pensie alimentară, drepturi de a vizita partnerul la spital, etc. Totuși, nu includ dreptul la adopție, pensie de văduv sau proprietate comună.